# Christabel Bielenberg
Christabel Mary Harmsworth Bielenberg (geborene Burton, * 18. Juni 1909 in London; † 2. November 2003 in Tullow, County Carlow) war eine britische Schriftstellerin, die mit ihrem Mann Peter Bielenberg während der Zeit des Nationalsozialismus in Deutschland lebte. Sie gehörte mit ihrem Mann zu Kreisen des Widerstandes gegen den Hitlerstaat. Darüber verfasste sie zwei autobiografische Bücher.

## Herkunft
Christabel Mary Burton wuchs im Londoner Stadtteil Totteridge als zweites von vier Kindern in einer anglo-irischen Familie auf, die eine große und berühmte Verwandtschaft hatte. Ihr Vater Percy Collingwood Burton († 1953) war Lieutenant Colonel in der British Army. Ihre Mutter Christabel Rose Harmsworth (um 1880–1967) war das zwölfte Kind der Familie Harmsworth, zu deren Brüdern zählten die Besitzer der Zeitungen Daily Mail und Daily Mirror Alfred Harmsworth, 1. Viscount Northcliffe und Harold Harmsworth, 1. Viscount Rothermere – welcher eine Zeitlang kaum verborgene Sympathien für den Faschismus auf dem Kontinent hegte – und der liberale Politiker Cecil Harmsworth, 1. Baron Harmsworth (1869–1948), Parlamentsabgeordneter und zeitweiliger Außenstaatssekretär.

## Peter Bielenberg in Hamburg
Christabel war wie ihre Mutter die Angehörige einer erfolgreichen englischen Familie der oberen Mittelschicht und wie ihre Mutter machte sie ihre familiäre Rebellion. Anstatt ein für das Somerville College in Oxford gewonnenes Stipendium anzunehmen, entschied sie sich 1929 unter dem Eindruck der Gesangskünste von Elisabeth Schumann und Lotte Lehmann für ein Gesangsstudium in Hamburg. Dort traf sie auf den zwei Jahre jüngeren Rechtsanwaltssohn Peter Bielenberg (1911–2001), dem eine Karriere als Rechtsanwalt und Notar in der Hamburger hanseatischen Oberschicht vorgezeichnet war. Ihre Liebe setzte sich über die traditionellen Heiratsvoraussetzungen hinweg und die beiden heirateten 1934 in London, ohne dass Peter seine juristische Ausbildung bereits beendet gehabt hätte, gegen Widerstände, aber mit dem Segen aus beiden Elternhäusern (II, S. 251). Das Ehepaar bekam drei Kinder, Nick, John und Christopher. Christabel gab ihren britischen Pass ab und erhielt einen deutschen Pass mit Hakenkreuz.
Die politischen Verhältnisse in Deutschland waren für beide abstoßend, doch sie konnten nur innerlich aufbegehren und nur mit kleinen Gesten ihren Widerstand zeigen. Als ihr Hamburger Kinderarzt, der Jude Professor Bauer, wegen der Nürnberger Gesetze ihre Kinder nicht mehr behandeln durfte, und kurz bevor sie endgültig resignierten (I, S. 27) und den geplanten Umzug nach Irland in die Tat umsetzten, kam Adam von Trott zu Solz, ein Studienfreund Peters, der auch in der Kanzlei seines Vaters gearbeitet hatte, Ende 1938 von Studienaufenthalten aus den USA und China zurück nach Deutschland und gewann Peter dafür, in die Berliner Bürokratie des Deutschen Reiches einzusteigen, um aus dem Zentrum heraus auf die Verhältnisse einzuwirken.

## Berlin
Peter Bielenberg bekam eine Stelle im Reichswirtschaftsministerium und Trott begann von seinem Arbeitsplatz im Reichsaußenministerium aus, die Drähte des Widerstands zu knüpfen. Die erste Aktion und die erste Enttäuschung waren die Bemühungen, den Kriegsausbruch 1939 durch eine diplomatische Initiative zu verhindern, mit der die Illusionen Hitlers und Ribbentrops über ein weiteres englisches Stillhalten bei der deutschen Polenpolitik ausgeräumt werden sollten. Christabel beschreibt die Situation des August 1939 mit britischem Sarkasmus: die deutschen Widerständler fanden in den Londoner Ministerien keine Gesprächspartner, denn am 12. August hatte mit dem Glorious Twelfth die traditionelle Moorhuhn-Jagd begonnen (I, S. 45).

## Widerstand gegen den Nationalsozialismus
Das Haus im Falkenried in Berlin-Dahlem kauften sie 1939 mit Devisen „einem jungen jüdischen Ehepaar“ ab (I, S. 45), die damit ein Einreisevisum kaufen konnten. Das Vertrauen der Bewohner des Nachbarhauses konnten sie nicht einfach in einem Gespräch über die Gartenhecke gewinnen, so wie sich das beispielhaft nach „einer gefährlichen Kaffeegesellschaft“ zeigte, als die Frau des deutschen Diplomaten Botho von Wussow denunziert wurde (I, S. 96ff). Eine gemeinsame Vertrauensperson, Puppi Sarre, stellte den Kontakt zum Nachbarn Carl Langbehn her (I, S. 89), der der Verteidiger von Albrecht Graf von Bernstorff war und der durch private Kontakte zu Heinrich Himmler ein gefährliches Spiel spielte, um die Möglichkeiten für einen Sturz Hitlers auszuloten. Als Peter im besetzten Norwegen eine Fischmehlfabrik aufbauen musste, spielten Carl und Hans (Hans Oster) die männlichen Beschützer für Frau und Kinder Bielenberg (I, S. 119ff).
Im Sommer 1943 zog Christabel mit den Kindern wegen des Bombenkrieges nach Rohrbach im Schwarzwald.
Carl Langbehn wurde im September 1943 nach einem Schweizbesuch, bei dem er Kontakt zu Allen Dulles hatte, von der Gestapo verhaftet (I, S. 135).
Peter Bielenberg erhielt am 15. Juli 1944 (I, S. 184) in Graudenz, wo er nun als Betriebsleiter einer Flugzeugfabrik eingesetzt war, von Trott zu Solz die Nachricht, dass er sich alsbald in Berlin einfinden solle (I, S. 285f). Peter war sich bewusst, was das bedeutete, auch wenn er in die unmittelbaren Aktionen des 20. Juli 1944 nicht involviert war: Es brauchte nach dem Staatsstreich tatkräftige Organisatoren.
Nach dem Scheitern des Attentats wurde Peter Bielenberg am 6. August (I, S. 171) verhaftet und durch die Gestapo-Gefängnisse in Graudenz und Berlin Lehrter Straße getrieben. Von dort geriet er Ende August 1944 in das KZ Ravensbrück, mit im Transport waren auch drei Freiburger Professoren, Adolf Lampe, Constantin von Dietze und Gerhard Ritter (I, S. 291). In Ravensbrück wurden die Gefangenen weithin isoliert, aber er bekam doch heraus, dass auch Otto Schniewind und Hjalmar Schacht zu seinen Zellennachbarn gehörten.
Im Unklaren blieb er zunächst über die Hinrichtung von Trott zu Solz (am 26. August 1944) und von Langbehn (12. Oktober). Christabel fuhr trotz Hausarrest nach Weihnachten 1944 zu Peter nach Ravensbrück und informierte ihn über die Hinrichtungen, damit er beide Männer in Verhören nicht mehr decken musste (I, S. 215). Anfang Januar 1945 suchte sie in der Berliner Prinz-Albrecht-Straße Kriminalrat Herbert Lange auf, der die Ermittlungen der Gestapo zum Juli-Attentat führte. Sie und ihr Mann seien aus reiner Naivität ins Umfeld der Attentäter geraten, wollte Christabel ihm weismachen. Lange hatte unterdessen einen Gestellungsbefehl für die Wehrmacht erhalten und war im Begriff, die Uniform der Gestapo gegen den grauen Soldatenrock zu tauschen, der nach der absehbaren Niederlage weniger verfänglich zu sein versprach. Womöglich deswegen zeigte er sich entgegenkommend. Peter Bielenbergs Haft in Ravensbrück wurde beendet, er wurde stattdessen für den Kampf um den „Endsieg“ in eine Strafeinheit der Wehrmacht überstellt. Ob sich der skrupellose Lange, zuvor Kommandant des Vernichtungslagers Kulmhof und Verfolger des Solf-Kreises, angesichts Christabels einflussreicher Verwandtschaft Vorteile versprochen hatte, bleibt Spekulation. Lange soll im April 1945 in der Schlacht um Berlin gestorben sein.
Die deutsche Bürokratie funktionierte noch, sie stellte Peter Bielenberg Lebensmittelmarken und einen Militärfahrschein aus und entließ ihn mit den nötigen Papieren aus der Haft. Er sollte sich mit seinem Marschbefehl zur Truppe begeben. Peter Bielenberg fuhr jedoch in den Schwarzwald und hielt sich als Fahnenflüchtiger in Rohrbach versteckt. Christabel hat ihr zweites Erinnerungsbuch aus dankbarer Anerkennung den „Menschen von Rohrbach“ gewidmet.

## Munny House in Irland
Nach Kriegsende fanden sie mit ihren Kindern eine Wohnung in Kronberg, die sie sich mit den Hamburger Freunden Freda, die sich erfolgreich als Sekretärin von Wilhelm Furtwängler durchgeschlagen hatte, und Johannes Winckelmann, der ebenfalls im Reichswirtschaftsministerium gewesen war, zu teilen versuchten.
Christabel nahm dann die drei Söhne nach England, ließ die Kinder im Internat, den Jüngsten bei A. S. Neill in Summerhill, und kehrte als Kriegskorrespondentin des Observer in Uniform zurück. Peter hatte einen Job bei der Amerikanischen Besatzungsbehörde als Wirtschaftsexperte für die Metallgesellschaft und Beisitzer bei der Entnazifizierung (II, S. 96f). Die Beziehungen, die sie jetzt hatten, wurden reichlich in Anspruch genommen, so half Christabel einem General Graf Schwerin aus der Haft im Internierungslager Dachau, weil auch dieser vor dem Kriegsausbruch in einer der vergeblichen Initiativen involviert gewesen war, die Engländer zu deutlicherem Auftreten gegen Hitler zu motivieren, und dabei David Astor kennengelernt hatte (II, S. 129ff).
Das Selbstmitleid der Deutschen (II, S. 93) und auch der Hass der Deutschen auf die Landesverräter zermürbte die Moral der beiden und so beschlossen sie 1948 einen neuen Anfang, indem sie die verfallene irische Farm „Munny House“ in Tullow kauften und Landwirte wurden.
Für die Hinterbliebenen der deutschen Widerstandskämpfer konnte Christabel eine englische Stiftungsinitiative organisieren und versicherte sich dabei der Hilfe von Marion Gräfin Dönhoff (II, S. 135). In ihrer Farm in Irland boten sie den Witwen und Waisen von Carl, Adam und anderen Widerstandskämpfern lange Jahre einen Sommeraufenthalt und eine Zufluchtsstätte. Für Marion Dönhoff und auch für David Astor sei das „eine Art psychischer Stützpunkt gewesen“.
In den 1970er Jahren war sie eine tatkräftige Organisatorin bei der Bewegung der Irischen Frauen für die Beendigung des Bürgerkrieges (II, S. 258).
Ihre Erinnerungen haben ihre größte Eindringlichkeit in einer Skizzierung eines Gespräches mit dem sehr engen Freund Adam von Trott zu Solz, den sie Anfang 1944 auf der Rückfahrt von Graudenz in den Schwarzwald in seiner Wohnung in Berlin aufsucht (I, S. 145ff). Er empfahl ihr, nach dem Krieg ein Buch zu schreiben, und empfahl ihr dafür einen Titel: „Life among the huns“ (I, S. 154). Den Buchtitel „The past is myself“ fand Christabel in einem Geburtstagskalendarium ihrer Mutter als Tagesspruch für den 20. Juli aus einem Zitat von Stevensons „Tales of the Road“ (II, S. 255).
Nach Veröffentlichung ihres ersten Buches wurde sie als Zeitzeugin zu Lesungen nach Deutschland eingeladen.
Am 10. Dezember 1986 erhielt sie das Große Bundesverdienstkreuz.

## Werke
- Als ich Deutsche war: 1934 bis 1945 – Eine Engländerin erzählt. Autorisierte deutsche Fassung von Christian Spiel. Biederstein-Verlag, München 1969 (The Past is Myself, 1968, When I was a German, Introduction by Klemens von Klemperer)
- Es war ein weiter Weg nach Munny House: Aus dem zerstörten Nachkriegsdeutschland nach Irland. Übertragen aus dem Englischen von Elke Langbehn. Piper-Verlag, München/Zürich, ISBN 3-492-12017-2 (The Road Ahead, 1970)
- Peter Bielenberg: Der Existenzeinwand im Völkerrecht. Hamburg 1936
- Heinrich Riensberg, Olga-Maria Gagel, Ernst Jünger, Christabel Bielenberg: Ein Erinnerungsbuch an Werner Traber. Mit 38 seiner Photos aus den Jahren 1937 bis 1973. o. O., o. J. (Werner Traber (I, S. 191), wurde 1953 Vorsitzender der HAPAG)

## Film
- Christabel. Fernsehfilm,[13][14] 16. November 1988, 4 Folgen, 149 Minuten. Drehbuch: Dennis Potter, Darstellerin: Elizabeth Hurley